# Conall MacGeoghegan
Conall Mag Eochagáin (noto anche come Conall Mac Eochagáin, e in forme anglicizzate come Conall MacGeoghegan o Conall Mac Geoghegan) (1592 circa – 1644) è stato uno storico e traduttore irlandese, floruit 1620-1640, capo del suo lignaggio e nato a Lismoyny, Contea di Westmeath.
Nel 1627 tradusse in inglese gli Annali di Clonmacnoise, guadagnandosi così il titolo di Conall the Historian.

## Biografia

### Famiglia
Mag Eochagáinn era un discendente diretto di Geoghegan di Niall dei Nove Ostaggi, in particolare del ramo di Fiachu mac Néill.
Sua nonna paterna, Gyles "Shiela" O'Dempsey era sorella di Terence O'Dempsey, I visconte Clanmalier.
Si ipotizza che fosse nato nel 1592, a Lismoyny, vicino a Clara, Contea di Offaly, da Anne Fitzgerald (o Fitz Thomas), e Neal/Niall Mag Eochagáin, fratello di Roche MacGeoghegan.
Si pensa che sua moglie fosse Margaret Coughlin, i suoi unici figli conosciuti furono Conla, marito di Marian Molloy (figlia di Art M'Cahir Molloy, di Ralehyn), e Anthony, Vescovo di Meath. Se così fosse, ciò farebbe di lui un antenato comune di molti Geoghegan e Gahagan.
Morì nel 1644.

### Gli Annali di Clonmacnoise
Gli Annali di Clonmacnoise è anche conosciuto come "Mageoghagan's Book" in onore di MacGeoghegan che ha tradotto questa storia in inglese elisabettiano e ne ha preservato la memoria.
Mag Eochagáin dedicò questa traduzione a suo cognato, Toirdhealbhach Mac Cochláin (Terrence Coughlin), la cui famiglia fu tra le ultime a sostenere e praticare i costumi gaelici irlandesi nativi.
La traduzione fu completata il 20 aprile 1627 nel castello di Lemanaghan nella contea di Offaly. Il manoscritto originale della traduzione di MacGeoghegan è andato perduto, ma ne esistono diverse copie sia nella Biblioteca del Trinity College che nel British Museum.
L'opera originale era in gaelico irlandese. Mag Eochagáin più di una volta si riferisce "al vecchio libro irlandese da cui ha scritto, al vecchio libro irlandese che traduce, dal quale molti fogli sono stati persi o rubati." MacGeoghegan sembra aver preservato il valore della fraseologia gaelica originale e reso ogni giustizia per quanto sia possibile determinare in assenza del manoscritto originale.